# Comuna Pelinei, Cahul
Pelinei este o comună din raionul Cahul, Republica Moldova. Cuprinde satele Pelinei și Sătuc.

## Demografie
Structură etnică
     moldoveni (92,23%)
     ucraineni (1,29%)
     ruși (0,52%)
     găgăuzi (0,56%)
     bulgari (0,56%)
     români (4,68%)
     evrei (0%)
     polonezi (0%)
     țigani (0%)
     alte etnii / nedeclarată (0,16%)
Conform datelor recensământului din 2004, populația localității este de 2.328 locuitori, dintre care 1.192 (51,2%) bărbați și 1.136 (48,8%) femei. Structura etnică a populației în cadrul localității arată astfel:
- moldoveni — 2.147;
- ucraineni — 30;
- ruși — 12;
- găgăuzi — 13;
- bulgari — 13;
- români — 109;
- altele / nedeclarată — 4.

## Administrație și politică
Componența Consiliului local Pelinei (11 consilieri), ales la 5 noiembrie 2023, este următoarea:
|  | Partid                                       | Consilieri | Componență | Componență | Componență | Componență | Componență | Componență | Componență | Componență |
|  | -------------------------------------------- | ---------- | ---------- | ---------- | ---------- | ---------- | ---------- | ---------- | ---------- | ---------- |
|  | Partidul Acțiune și Solidaritate             | 8          |            |            |            |            |            |            |            |            |
|  | Partidul Social Democrat European            | 1          |            |            |            |            |            |            |            |            |
|  | Partidul Socialiștilor din Republica Moldova | 1          |            |            |            |            |            |            |            |            |
|  | Partidul Democrat Modern din Moldova         | 1          |            |            |            |            |            |            |            |            |